# Condado de Chaffee
O Condado de Chaffee é um dos 64 condados do estado americano do Colorado. A sede do condado é Salida, e sua maior cidade é Salida. O condado possui uma área de 2 629 km² (dos quais 4 km² estão cobertos por água), uma população de 16 242 habitantes, e uma densidade populacional de 6 hab/km² (segundo o censo nacional de 2000). O condado foi fundado em 10 de fevereiro de 1879.